# Stinkmorcheln
|  | Dieser Artikel wurde aufgrund von formalen oder inhaltlichen Mängeln in der Qualitätssicherung Biologie im Abschnitt „Mykologie“ zur Verbesserung eingetragen. Dies geschieht, um die Qualität der Biologie-Artikel auf ein akzeptables Niveau zu bringen. Bitte hilf mit, diesen Artikel zu verbessern! Artikel, die nicht signifikant verbessert werden, können gegebenenfalls gelöscht werden. Lies dazu auch die näheren Informationen in den Mindestanforderungen an Biologie-Artikel. Begründung: Herkunft des Namens "Stink...", olfaktorisch wirksame Bestandteile der Gleba sowie Angaben zur Verbreitungsstrategie der Sporen durch Tiere fehlen. --Ak ccm (Diskussion) 03:15, 16. Feb. 2014 (CET) |

Die Stinkmorcheln (Phallus) sind eine Pilzgattung aus der Familie der Stinkmorchelverwandten (Phallaceae).
Die Typusart ist die Gemeine Stinkmorchel (Phallus impudicus).

## Merkmale
Die Fruchtkörper der Stinkmorcheln sind zunächst kugelig bis eiförmig (sog. Hexenei mit einer häutigen äußeren und gallertartigen inneren Hülle), befinden sich unterirdisch und treten später durch das Wachstum halb aus dem Boden. Während der Reifung der Fruchtkörper reißt die Peridie auf, das unverzweigte, hohle und gekammerte Receptaculum, das an seinem Ende die feucht bleibende Gleba trägt, streckt sich. Die schleimige dunkelgrüne oder olivfarbene Gleba sitzt dem stielförmigen Receptaculum glockenförmig auf. Zwischen dem Hut und dem Stiel kann ein grobnetziger Schleier hervortreten, der aber nicht bei allen Arten der Gattung vorkommt.

## Ökologie
Die Arten der Gattung sind Bodensaprobionten oder Wurzelparasiten.

## Gattungsinterne Systematik
Im Jahre 1996 hat der Mykologe Hanns Kreisel einen Versuch zur Einteilung der Gattung unternommen:
| Einteilung nach Kreisel |
| 1. Phallus subgenus Aporophallus Pileus glockenförmig, unperforiert, Oberfläche glatt. Kein Indusium. Receptaculum ohne Pigmente. - Phallus subtilis 2. Phallus subgenus Itajahya Pileus glockenförmig oder perücken-ähnlich, mit flacher und kantiger Spitze, unperforiert. Kein Indusium. Receptaculum mit rosa Pigmenten oder ohne Pigmente. - Phallus glutinolens - Phallus galericulatus - Phallus roseus 3. Phallus subgenus Endophallus Pileus glockenförmig, Spitze perforiert, Oberfläche netzförmig. Indusium rudimentär. Receptaculum mit basaler Scheibe, kaum hervortretend. Keine Pigmente. - Phallus yunnanensis 4. Phallus subgenus Satyrus Kleine Arten mit Mutinus-Habitus. Pileus glockenförmig, spitz oder stumpf oder abgeschnitten, körnig oder faltig. Kein Indusium. Receptaculum mit gelben, orangen oder roten Pigmenten. - Phallus rugulosus - Phallus nanchangensis - Phallus taibeiensis - Phallus rubicundus - Phallus novae-hollandiae - Phallus caliendricus 5. Phallus subgenus Phallus Pileus glocken- bis kegelförmig mit perforierter Spitze. Indusium fehlend oder vorhanden. Pigmente rosa bis violett oder gelb/orange/rot oder fehlend. 5a. Phallus sect. Granophallus Pileus-Oberfläche körnig. Kein Indusium. Receptaculum mit basaler Scheibe. Rosane bis violette Pigmente im Myzel-Strang. - Phallus ravenelii 5b. Phallus sect. Clautriavia Pileus-Oberfläche faltig. Indusium vorhanden oder fehlend. Volva kann mit stacheligen Erhebungen versehen sein. Receptaculum nicht pigmentiert. - Phallus lauterbachii - Phallus echinovolvatus - Phallus merulinus 5c. Phallus sect. Flavophallus Pileus-Oberfläche netzartig. Indusium vorhanden oder fehlend. Gelbe, orange oder rote Pigmente in Receptaculum und/oder Indusium. - Phallus flavocostatus - Phallus tenuis - Phallus formosanus - Phallus callichrous - Phallus multicolor - Phallus cinnabarinus - Phallus sp. (jetzt Phallus luteus) 5d. Phallus sect. Dictyophora Pileus-Oberfläche netzartig. Indusium fehlend oder vorhanden. Rosane oder violette Pigmente in Volva, Myzel-Strang und teilweise im Receptaculum. - Phallus hadriani - Phallus macrosporus - Phallus duplicatus - Phallus indusiatus - Phallus indusiatus var. roseus - Phallus rubrovolvatus 5e. Phallus sect. Phallus Pileus-Oberfläche netzartig. Indusium fehlend oder vorhanden. Receptaculum, Volva und Myzel-Strang pigmentlos. - Phallus impudicus - Phallus impudicus var. obliteratus - Phallus impudicus var. pseudoduplicatus - Phallus amurensis - Phallus fragrans - Phallus favosus - Phallus moelleri |

## Arten
1996 erkannte Kreisel 33 Arten an. Demzufolge sind 3 Arten auf die Neue Welt und 18 auf die Alte Welt beschränkt, während 10 weitere in beiden Hemisphären zu finden sind. 2005 reduzierte der spanische Mykologe Francisco D. Calonge die Artenzahl auf 25. Die 2008 veröffentlichte 10. Auflage des Dictionary of the Fungi gibt nur eine Artenzahl von 18 an. Seitdem wurden einige Arten neu beschrieben. Nach einer 2009 erfolgten Einschätzung müsste sich die tatsächliche Zahl auf etwa 30 Arten belaufen.

### Arten in Europa
In Mitteleuropa kommen die Gemeine Stinkmorchel (Phallus impudicus)  und die Dünen-Stinkmorchel (Phallus hadriani) vor. Ob die Europäische Schleierdame eine Form der Gemeinen Stinkmorchel ist, oder zur amerikanischen Art Phallus duplicatus gehört, ist in der Literatur umstritten.
| Deutscher Name           | Wissenschaftlicher Name                 | Autorenzitat                        |
| ------------------------ | --------------------------------------- | ----------------------------------- |
| Echte Schleierdame       | Phallus duplicatus                      | Bosc 1811                           |
| Dünen-Stinkmorchel       | Phallus hadriani                        | Ventenat 1798 : Persoon 1801        |
| Gemeine Stinkmorchel     | Phallus impudicus                       | Linnaeus 1753 : Persoon 1801        |
| Europäische Schleierdame | Phallus impudicus var. pseudoduplicatus | O. Andersson 1989                   |
| Prächtige Schleierdame   | Phallus multicolor                      | (Berkeley & Broome 1883) Lloyd 1907 |
| Orangerote Stinkmorchel  | Phallus rubicundus                      | (Bosc 1811) Fries 1823              |

### Arten weltweit
Die aufgeführte Liste basiert auf der bereits erwähnten Studie von Calonge. Phallus favosus und Phallus fragrans wurden dort als zweifelhafte Arten genannt. Der 1995 beschriebene P. megacephalus wurde weder von Kreisel noch von Calonge erwähnt. P. galericulatus und P. roseus werden seit 2012 wieder zur Gattung Itajahya gerechnet. P. pygmaeus wurde im selben Jahr als Synonym von Xylophallus xylogenus erkannt. Nicht von Calonge aufgeführte Arten, die seitdem neu- oder wiederentdeckt wurden, sind mit entsprechenden Einzelnachweisen versehen.
| Stinkmorcheln (Phallus) weltweit |
| 1. Phallus anamudii 2. Phallus atrovolvatus 3. Phallus aurantiacus 4. Phallus caliendricus 5. Phallus calongei 6. Phallus cinnabarinus 7. Phallus coronatus 8. Phallus drewesii 9. Phallus duplicatus 10. Phallus echinovolvatus 11. Phallus flavidus 12. Phallus flavocostatus 13. Phallus formosanus 14. Phallus glutinolens 15. Phallus granulosodenticulatus 16. Phallus hadriani 17. Phallus haitangensis 18. Phallus impudicus 19. Phallus indusiatus 20. Phallus luteus 21. Phallus macrosporus 22. Phallus maderensis 23. Phallus megacephalus 24. Phallus mengsongensis 25. Phallus merulinus 26. Phallus minusculus 27. Phallus multicolor 28. Phallus nanchangensis 29. Phallus ravenelii 30. Phallus rubicundus 31. Phallus rubrovolvatus 32. Phallus serrata 33. Phallus sulphureus 34. Phallus taibeiensis 35. Phallus tenuis 36. Phallus tenuissimus 37. Phallus ultraduplicatus |

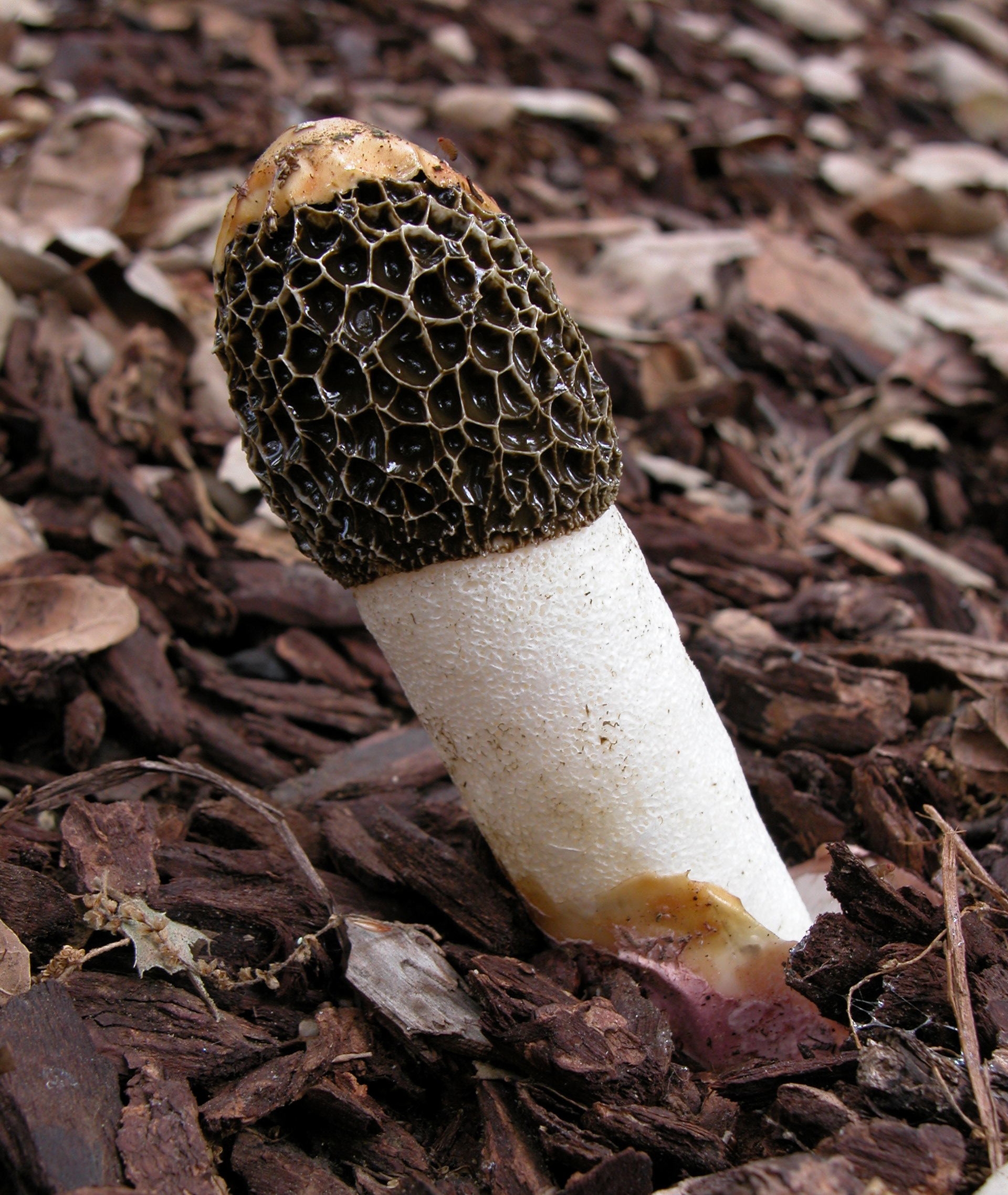
Dünen-Stinkmorchel Phallus hadriani
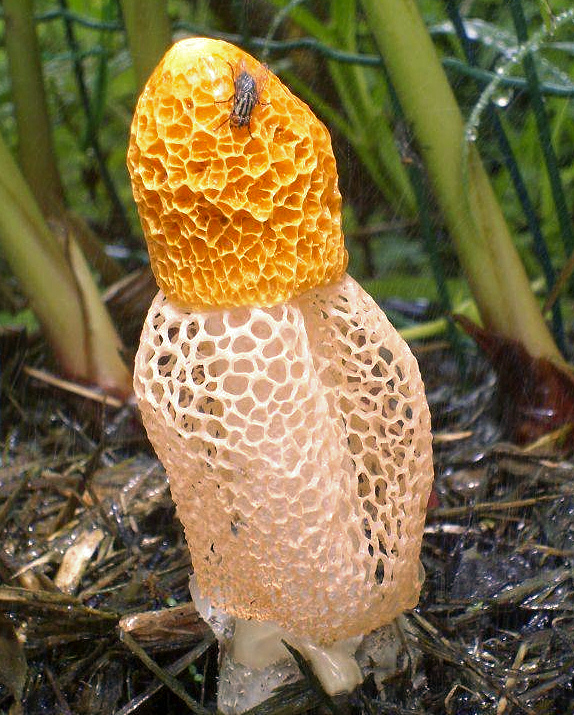
Prächtige Schleierdame Phallus multicolor
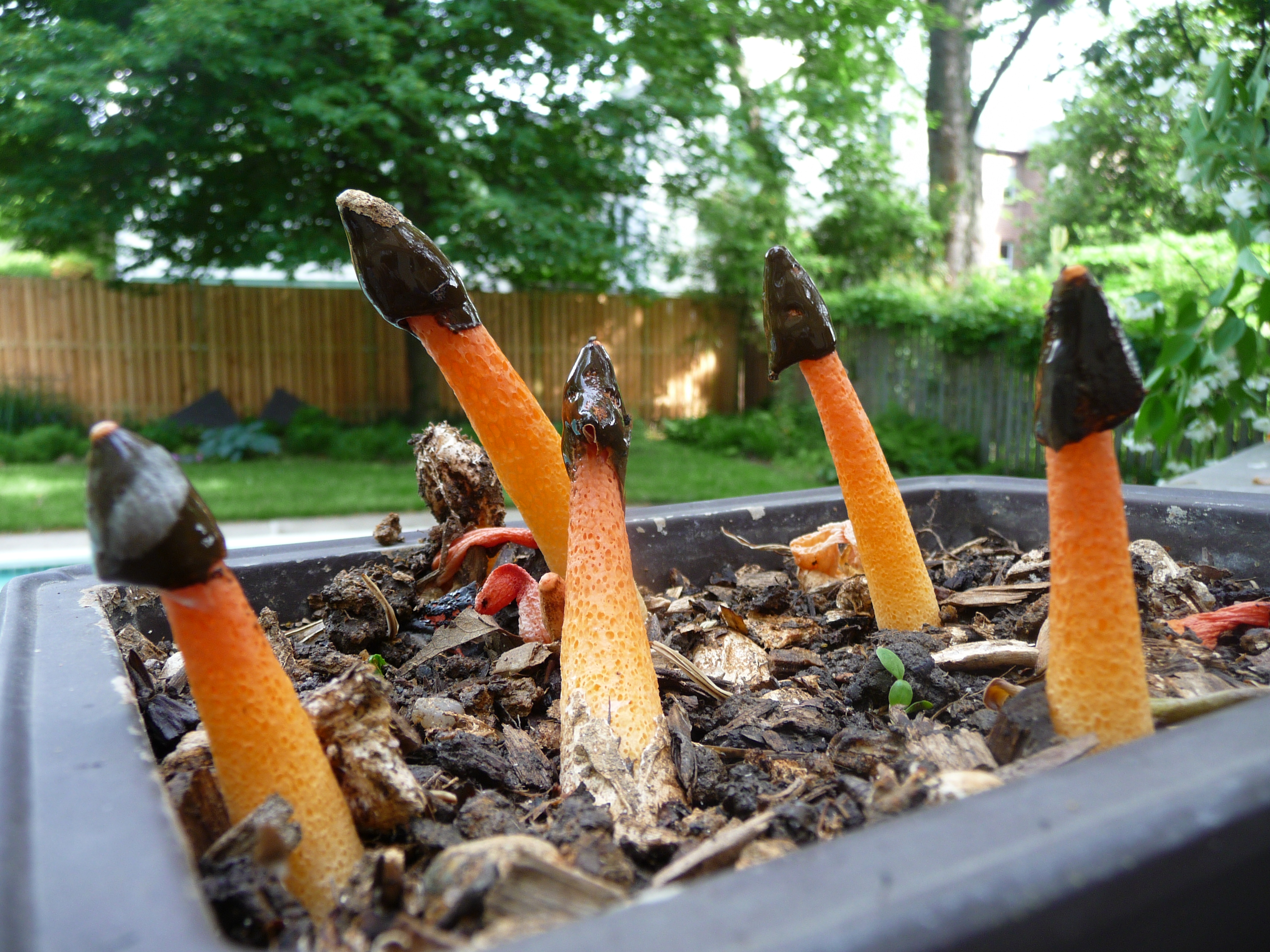
Orangerote Stinkmorchel Phallus rubicundus
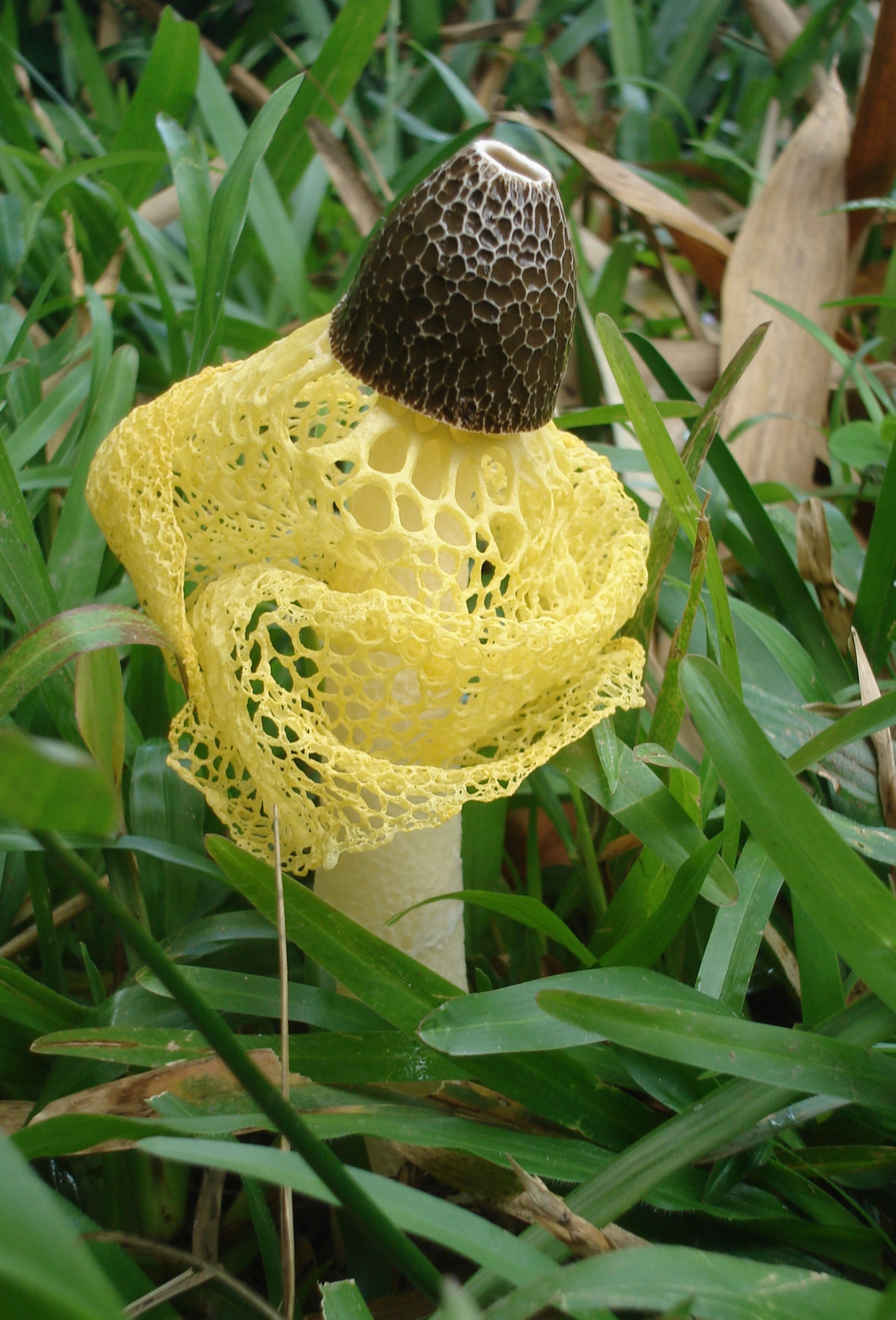
Phallus sp. mit Schleier aus dem Nationalpark Masoala, Madagaskar

## Namensherkunft
Die wissenschaftliche Bezeichnung leitet sich von dem griechischen Wort phallos für männliches Glied ab und bezieht sich auf die Form des Fruchtkörpers.